# Mikołaj Leon Sapieha
Pour les articles homonymes, voir Mikołaj Sapieha et Sapieha.
Mikołaj Leon Sapieha (né en 1644 – mort le 10 juin 1685, membre de la noble famille Sapieha, voïvode de Bracław

## Biographie
Mikołaj Leon Sapieha est le fils de Jan Fryderyk Sapieha (1618-1664) et de Konstancja Herburt.

## Sources
- (pl) Cet article est partiellement ou en totalité issu de l’article de Wikipédia en polonais intitulé « Mikołaj Leon Sapieha » (voir la liste des auteurs).